# Riccardo Sottil
Riccardo Sottil (3. červen 1999, Turín, Itálie) je italský fotbalový útočník hrající od roku 2025 za italský Milán. kde je na hostování z Fiorentiny.

## Přestupy
- z Turín do Fiorentina za 500 000 Euro
- z Fiorentina do Milán za 1 000 000 Euro (hostování)

## Statistika

### Klubová
| Sezóna               | Klub                 | Liga                 | Liga   | Liga | Ligové poháry | Ligové poháry | Ligové poháry | Kontinentální poháry | Kontinentální poháry | Kontinentální poháry | Celkem | Celkem |
| Sezóna               | Klub                 | Soutěž               | Zápasy | Góly | Soutěž        | Zápasy        | Góly          | Soutěž               | Zápasy               | Góly                 | Zápasy | Góly   |
| -------------------- | -------------------- | -------------------- | ------ | ---- | ------------- | ------------- | ------------- | -------------------- | -------------------- | -------------------- | ------ | ------ |
| 2018/19              | Fiorentina           | Serie A              | 2      | 0    | IP            | 0             | 0             | -                    | 0                    | 0                    | 2      | 0      |
| 2019                 | Pescara              | Serie B              | 10+2   | 1+0  | IP            | 0             | 0             | -                    | 0                    | 0                    | 12     | 1      |
| 2019/20              | Fiorentina           | Serie A              | 18     | 0    | IP            | 3             | 0             | -                    | 0                    | 0                    | 21     | 0      |
| 2020/21              | Cagliari             | Serie A              | 21     | 2    | IP            | 3             | 2             | -                    | 0                    | 0                    | 24     | 4      |
| 2021/22              | Fiorentina           | Serie A              | 24     | 3    | IP            | 5             | 1             | -                    | 0                    | 0                    | 29     | 4      |
| 2022/23              | Fiorentina           | Serie A              | 18     | 0    | IP            | 2             | 0             | EKL                  | 6                    | 1                    | 26     | 1      |
| 2023/24              | Fiorentina           | Serie A              | 22     | 2    | IP+IS         | 1+1           | 1+0           | EKL                  | 11                   | 2                    | 35     | 5      |
| 2024/25              | Fiorentina           | Serie A              | 18     | 1    | IP            | 1             | 1             | EKL                  | 6                    | 3                    | 25     | 5      |
| Celkem za Fiorentinu | Celkem za Fiorentinu | Celkem za Fiorentinu | 102    | 6    | -             | 13            | 3             | -                    | 23                   | 6                    | 138    | 15     |
| 2025                 | Milán                | Serie A              | 6      | 0    | IP            | 2             | 0             | -                    | 0                    | 0                    | 8      | 0      |
| Celkově              | Celkově              | Celkově              | 141    | 9    | -             | 19            | 5             | -                    | 23                   | 6                    | 183    | 20     |